# Diplocaulobium phalangillum
Diplocaulobium phalangillum là một loài thực vật có hoa trong họ Lan. Loài này được (J.J.Sm.) Kraenzl. mô tả khoa học đầu tiên năm 1910.